# Samuele Pampana
Samuele Pampana (Collesalvetti, 9 dicembre 1976) è un ex nuotatore italiano.

## Carriera
È stato un buon nuotatore nella farfalla e nello stile libero, dove ha vinto più campionati italiani, ma i migliori risultati li ha avuti nel nuoto in acque libere; due volte bronzo europeo nel 1995 e nel 1999.
Ai Campionati mondiali di nuoto è stato squalificato due volte, in entrambi i casi dopo essere arrivato fra i primi tre.
Vanta anche due terzi posti nella classifica finale della coppa Europa di fondo, nel 1998 e nel 2000.

## Palmarès
| Campionati del mondo           | 5 km individuale | 10 km individuale   | 5 km a squadre                       |
| 2000 Honolulu Stati Uniti      | ---              | squalificato (2.) ' | ---                                  |
| 2001 Fukuoka Giappone          | ---              | squalificato (3.) ' | ---                                  |
| 2003 Barcellona Spagna         | ---              | 10º 1h 51'14"4      | ---                                  |
| 2004 Dubai Emirati Arabi Uniti | 12º 57'53"8      | ---                 | 4º - 2h 59'58"7 frazione: 57'53"8    |
| 2005 Montréal Canada           | 4º 51'37"5       | ---                 | Bronzo: 2h 39'17"5 frazione: 51'37"5 |
| Campionati europei             | 5 km individuale | 10 km individuale   | ---                                  |
| 1995 Vienna Austria            | Bronzo 56'10"30  | ---                 | ---                                  |
| 1999 Istanbul Turchia          | Bronzo 59'16"1   | ---                 | ---                                  |
| 2004 Madrid Spagna             | ---              | 4º 1h 45'24"5       | ---                                  |
| 2006 Budapest Ungheria         | 14º 57'02"2      | ---                 | ---                                  |

### Campionati italiani
Sei titoli individuali e quattro in staffetta, così ripartiti:
- 1 nei 1500 m stile libero
- 1 nei 5000 m stile libero
- 1 nei 200 m farfalla
- 4 nella staffetta 4 x 200 m stile libero
- 3 nei 5 km di fondo

edizioni in vasca
nd = non disputati
| Anno | Edizione    | 400m st. libero | 800m st. libero | 1500m st. libero | 5000m st. libero | 4x200m st. libero | 200m farfalla |
| ---- | ----------- | --------------- | --------------- | ---------------- | ---------------- | ----------------- | ------------- |
| 1996 | Primaverili | -               | nd              | 3                | -                | -                 | -             |
| 1997 | Primaverili | -               | nd              | 3                | 1                | -                 | -             |
| 1998 | Invernali   | 2               | 3               | -                | nd               | nd                | -             |
| 1999 | Primaverili | -               | nd              | 3                | -                | 1                 | -             |
| 1999 | Estivi      | -               | nd              | 3                | nd               | 1                 | -             |
| 1999 | Invernali   | -               | nd              | 3                | nd               | nd                | 3             |
| 2000 | Primaverili | -               | nd              | -                | -                | 1                 | -             |
| 2000 | Estivi      | -               | nd              | -                | nd               | 1                 | 1             |
| 2002 | Invernali   | -               | nd              | 1                | nd               | nd                | -             |
| 2003 | Primaverili | -               | -               | -                | 3                | -                 | -             |
| 2003 | Estivi      | -               | -               | -                | nd               | 3                 | -             |
| 2003 | Invernali   | -               | nd              | 3                | nd               | nd                | -             |
| 2004 | Primaverili | -               | -               | -                | 3                | -                 | -             |

edizioni in acque libere
la tabella riporta i risultati ottenuti nel fondo negli anni più recenti
| Anno | Edizione | 5 km fondo | 10 km fondo | 25 km fondo |
| ---- | -------- | ---------- | ----------- | ----------- |
| 2001 | Fondo    | 1          | ?           | ?           |
| 2003 | Fondo    | 3          | -           | -           |
| 2004 | Fondo    | 2          | -           | -           |
| 2006 | Fondo    | 3          | 3           | -           |
| 2007 | Fondo    | -          | -           | 3           |